# Stephen Williams (Politiker)

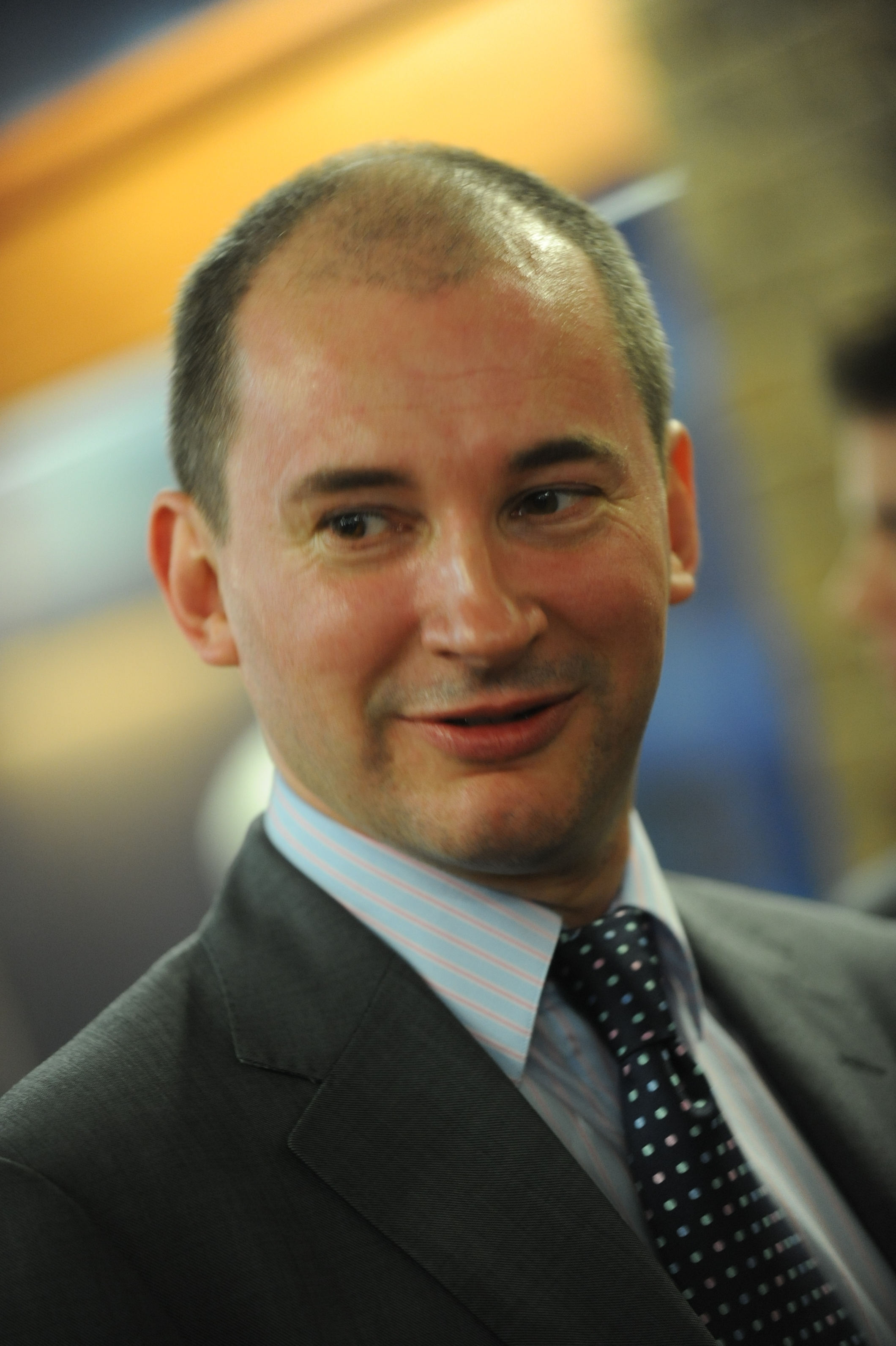
Stephen Williams (2008)

Stephen Williams (* 11. Oktober 1966 in Abercynon, Vereinigtes Königreich) ist ein britischer Politiker der Partei Liberal Democrats. Von 2005 bis 2015 war er Mitglied im House of Commons.

## Leben
Williams wuchs in Südwales auf. Er besuchte die Mountain Ash Comprehensive School und studierte Geschichte an der University of Bristol, wo er 1988 graduierte. Danach absolvierte er eine Ausbildung im Steuerberatungssektor und arbeitete für Unternehmen wie PricewaterhouseCoopers und Grant Thornton.
Seit seiner Universitätszeit engagierte sich Williams in der Politik. Williams gewann bei den Britischen Unterhauswahlen 2005 den Wahlbezirk Bristol West in Bristol. Seit 1935 ist Williams der erste liberale Politiker, der diesen Wahlbezirk erringen konnte. Seinen Sitz im Parlament verlor er bei der Unterhauswahl im Jahr 2015 an Thangam Debbonaire von der Labour Party.
Williams lebt offen homosexuell in Bristol.